# 金丸晃大
金丸 晃大（かなまる あきとも、1984年3月4日 - ）は、日本の元男子バレーボール選手である。

## 来歴
埼玉県さいたま市出身。中1の頃、兄の影響を受けてバレーボールを始める。
埼玉県立深谷高等学校、亜細亜大学を経て、2006年、V・チャレンジリーグ（当時Vリーグの2部リーグ）に所属していたジェイテクトSTINGSに入団。
V・チャレンジリーグでは3度のブロック賞を受賞した。2014年にチームがV・プレミアリーグ（当時Vリーグの1部リーグ、現在のV.LEAGUE DIVISION1に相当）に昇格。
2019-20シーズン、2019年11月10日の堺ブレイザーズ戦でVリーグ通算230試合出場達成となったため、Vリーグ栄誉賞を受賞した。
2022-23シーズンをもって、現役を引退した。

## 人物
- 東レアローズ、警視庁フォートファイターズに在籍していた金丸将大は実兄である。

## 所属チーム
- 埼玉県立深谷高等学校（1999-2002年）
- 亜細亜大学（2002-2006年）
- ジェイテクトSTINGS（2006-2023年）

## 受賞歴
- 2007年 - 2006/07V・チャレンジリーグ ブロック賞
- 2009年 - 2008/09V・チャレンジリーグ ブロック賞
- 2010年 - 2009/10V・チャレンジリーグ ブロック賞
- 2020年 - 2019-20 V.LEAGUE DIVISION1 Vリーグ栄誉賞（Vリーグ通算230試合出場）